# هو (مردم)
هو (چینی: 胡; پین‌یین: sìyí)، مردم هو (胡人, "Hu people)، قبیله هو یا هوزو (胡族, "Hu tribes")، یک اصطلاح نسبتاً مبهم برای تعیین گروه‌های باستانی از مردم، یعنی جمعیت‌های فراتر از دشت‌های مرکزی (ژانگیوان)، به‌طور کلی در شمال و غرب قلمرو هواکسیا (مردم چین) بود. هوها معمولاً عشایر اسب یا سوار بودند.
به گفته هیل (۲۰۰۹):
اصطلاح hu 胡 برای نشان دادن جمعیت‌های چینی غیر مردم هان استفاده می‌شد. به‌طور غیر رضایت‌بخشی، معمولاً به عنوان «بربر» ترجمه می‌شود. در حالی که گاهی به این روش کلی برای توصیف افراد غیر هان تبار استفاده می‌شد و دارای همان معنای منفی اصطلاح انگلیسی بود، اما همیشه اینطور نبود. بیشتر اوقات، از آن برای نشان دادن افرادی استفاده می‌شد که معمولاً دارای ظاهر قفقازی یا جزئی قفقازی بودند که در شمال و غرب چین زندگی می‌کردند.
سلسله‌های چینی باستانی مانند دودمان شانگ و دودمان ژو در دوره بهار و پاییز برخوردهای متعدد با قبایل کوچ‌نشین استپ‌های شمالی و دیگر قبایل بیگانه را بازگو می‌کنند. در آن زمان، اصطلاح ترجیحی برای تعیین آنها «چهار بربر» (چینی: 四夷; پین‌یین: sìyí) بود، که هر کدام برای یک جهت اصلی نامگذاری شده بودند:
1. دونگی (東夷 بربرهای شرقی)
2. نانمان (南蠻 بربرهای جنوبی)
3. مردم رونگ (西戎 بربرهای غربی)
4. بیدی (北狄 بربرهای شمالی).[۲]

در طول دودمان هان (۲۰۲ پ.م. -۲۲۰ پس از میلاد) و دودمان جین (۴۲۰–۲۶۵) (۲۶۶–۴۲۰ پس از میلاد)، «هو» به پنج بربر (五胡) اشاره می‌کند که عبارتند از:
1. شیونگ‌نو
2. ژیان‌بی
3. جی
4. دی
5. کیانگ

بعدها، «هو» همچنین برای تعیین گروه‌های مختلف ایرانیان چین، به‌ویژه سغد استفاده شد که شیوه‌های فرهنگی آن‌ها به عنوان «هو» شناخته می‌شد، مانند رقص آنها «هوتنگ» (胡腾، «پرش بربرها»)، یا رقص چرخشی سغدی胡旋舞، "Húxuănwǔ"، "رقص بربرهای چرخان")، اما برای دانشمندان غربی به عنوان «رقص چرخش سغدی» یا به سادگی «گرداب سغدی» شناخته می‌شود. "جیهو (قوم هو)" (稽胡) ساکنان بومی Shaanbei و غربی شانشی در قرن هفتم پس از میلاد بودند.
هه‌چو (راهب کره‌ای) در اثرش سفر به پنج پادشاهی هند دربارهٔ ملل هو 胡 (Hu) می‌نویسد: «یکی از بدترین رسومشان، ازدواج با خویشان نزدیک است، [که اجازه می‌دهد] شخص، مادر و خواهر خویش را به همسری برگزیند، پارسیان نیز مادران خود را به همسری می‌گیرند» او همچنان می‌نویسد: از کشور تخارستان در کاپیشا (Kāpiśa یا کابل) در بامیان، و زابلستان، ده، پنج، سه یا دو برادر مشترکاً با یک زن ازدواج می‌کنند. آنها مجاز به گرفتن یک زن به صورت جداگانه نیستند؛ زیرا می‌ترسند که این عمل به اقتصاد داخلی آنها لطمه بزند.